# Philip Masure
Pour les articles homonymes, voir Masure.
Philip Masure est un guitariste belge né le 16 juin 1966 à Schoten, dans la province d'Anvers. Il utilise notamment la technique du DADGAD.
Il s'est joint, en Belgique, à des groupes de musique traditionnelle ou folk comme Orion, Laïs, Ambrozijn, Poescafé, Ialma, Turlough, Urban Trad,… Il joue également de la musique irlandaise avec le groupe Comas.
Philip Masure a participé à l'enregistrement de plus de 30 albums (Mairtin Tom Sheanan, Comas, Urban Trad, Eamonn Coyne, Orion, Amorroma, Aidan Burke,…), et a enregistré deux CD en duo : l'un de musique suédoise avec Didier François (nyckelharpa), l'autre avec Guido Piccard (épinette et cistre).
Il accompagne de nombreux solistes de musique irlandaise, tels que l'accordéoniste David Munnelly (De Dannan, The Chieftains), la violoniste Carlene Aglim, Eamon & Terry Coyne (violon et flûte), Michel Sikiotakis (flûte), Aidan Burke (fiddle), Sylvain Barou (flûte, Uilleann pipes). Avec ces deux derniers et le percussionniste Jackie Moran, il forme le groupe Comas.